# Haplothrix pulchra
Haplothrix pulchra là một loài bọ cánh cứng trong họ Cerambycidae.